# Streckhuvad myrsmyg
Streckhuvad myrsmyg (Terenura maculata) är en fågel i familjen myrfåglar inom ordningen tättingar.

## Utseende och läte
Streckhuvad myrsmyg är en mycket liten myrsmyg. Hanen är kraftigt streckad på huvud och flanker, med roströd rygg och mörka vingar, medan undersidan är ljust gulaktig. Honan liknar hanen, men är generellt ljusare, med beige strupe och mer beigefärgad streckning på huvudet. Sången består av ett torrt skaller.

## Utbredning och systematik
Fågeln förekommer från sydöstra Brasilien (sydöstra Bahia) till östra Paraguay och nordöstra Argentina (Misiones). Den behandlas som monotypisk, det vill säga att den inte delas in i några underarter.

## Levnadssätt
Streckhuvad myrsmyg hittas i fuktiga skogar och ungskog. Där födosöker den mycket aktivt i trädtaket, ofta som en del av kringvandrande artblandade flockar.

## Status och hot
Arten har ett stort utbredningsområde, men tros minska i antal, dock inte tillräckligt kraftigt för att den ska betraktas som hotad. Internationella naturvårdsunionen IUCN listar arten som livskraftig (LC).